# Pettyes rétihéja
A pettyes rétihéja (Circus assimilis)  a madarak osztályának a vágómadár-alakúak (Accipitriformes) rendjébe, ezen belül a vágómadárfélék családjába tartozó faj.

## Előfordulása
Az Indonéziához tartozó Celebesz szigetén  és a Kis-Szunda-szigeteken, továbbá Ausztrália északi és középső területein honos.
Nyílt füves területek, száraz sztyeppék és szántóföldi területek madara.
|  |

## Életmódja
Általában madarakat, rágcsálókat fogyaszt, de megeszi a kis emlősöket, hüllőket és a kétéltűeket is.

## Szaporodása
Ez az egyetlen rétihéja, amelyik többi földön fészkelő rokonától eltérően fákra rakja a fészkét. Kis gallyakból álló terjedelmes fészkét a lombkorona külső részén építi fel és friss falevelekkel béleli ki.
Fészekalja 3-4 tojásból áll, melyeken 33 napig kotlik, a kikelt fiókák 45 nap után válnak önállóvá. A fiókákat kizárólag a tojó költi ki és ő felügyeli később a fejlődésüket is, míg a hím mindannyiuk etetéséért a felelős.